# Vivian Jovanni
Vivian Jovanni (Houston, 17 agosto 1995) è un'attrice ed ex modella statunitense.
È nota per aver interpretato Ciara Brady in Il tempo della nostra vita.

## Biografia
Jovanni è nata a Houston, in Texas, da Edward e Laura Pupo, immigrati cubani di origine spagnola e italiana. Ha due fratelli, Daniel e Christian, che è il suo gemello. Jovanni prima di trasferirsi a Los Angeles per intraprendere la carriera di attrice, ha lavorato come modella e nel 2013 è stata nominata Modella di fitness femminile dell'anno dalla International Modeling and Talent Association.

### Attrice
Nel 2014, ha fatto il suo debutto come attrice quando ha ottenuto il ruolo da guest star nella serie The Bay. Nel 2015 entra nel cast principale della soap opera Il tempo della nostra vita nel ruolo di Ciara Brady, ruolo che lascia nel 2017.

## Filmografia

### Cinema
- The Right Hand of God (2015)
- The Madness Within (2018)

### Televisione
- The Bay - serie TV, 1 episodio (2014)
- Il tempo della nostra vita - soap opera (2015-2017)